# EBS 수능포트리스 공통수학
EBS 수능포트리스 문학은 2001년 2월 26일부터 7월 15일, 2001년 8월 27일~12월 16일까지 EBS 위성 1TV에서 방송됐던 고1 내신 강의 프로그램이다.